# 古德奈特 (密蘇里州)
古德奈特（英語：Goodnight）是位於美國密蘇里州波爾克縣的非建制地區。此地原為波爾克縣於2003年成立的村，於2016年12月12日從市鎮名單中除名。

## 歷史
古德奈特的郵局於1883年設立，其後於1906年停運。

## 地理
古德奈特所處的海拔為高於海平面335米（即1099英呎），而該地所採用的時區為UTC-6，即北美中部時區（CST）。同時該地設有夏令時間，為UTC-6調快一小時，即UTC-5（CDT）。